# Cartoon Network (Philippines)
Pour les articles homonymes, voir Cartoon Network (homonymie).
 (juillet 2015).
Le contenu est difficilement compréhensible vu les erreurs de traduction, qui sont peut-être dues à l'utilisation d'un logiciel de traduction automatique.
Cartoon Network est une chaîne de télévision par câble fondée par Turner Broadcasting. C'est une branche de Warner Bros. Discovery, diffusant principalement des programmes d'animation. La version philippine fait partie de Cartoon Network Asie, exclusivement diffusée aux Philippines.

## Histoire

### Années 1990
Cartoon Network commence ses diffusions en juin 1995 sous un programme nommé TNT & Cartoon Network. Les émissions diffusées au lancement de la chaîne Foxtel étaient diffusées entre 6 h et 9 h du matin. Elle diffusait principalement des dessins-animés de Hanna-Barbera, tels que Yogi l'ours, Le Pacha, Les Pierrafeu, etc. La chaîne se développe rapidement et diffuse pour la première fois des dessins-animés MGM (Metro-Goldwyn-Mayer), (Tom et Jerry, Droopy et Spike et Tyke) le 1er janvier 1996, et (après que Time Warner ait racheté Turner en 1996) des dessins-animés Warner Bros (Looney Tunes et de nombreux autres émissions connexes) le 1er janvier 1997. En 1997, Cartoon Network diffuse ses propres émissions (Space Ghost Coast to Coast, Le Laboratoire de Dexter et The Moxy Show (en)), cependant la diffusion de The Moxy Show a été annulée.
Le 22 août 1999, Cartoon Network se renouvelle avec des nouveaux thèmes et de nouvelles émissions. Ces nouvelles émissions en 1999 incluaient Johnny Bravo, Cléo et Chico, Monsieur Belette et Les Supers Nanas.

### Années 2000
L'année suivante, en 2000, Cartoon Network diffuse de nouvelles émissions telles que Mike, Lu & Og, Ed, Edd et Eddy, et Courage, le chien froussard. Certaines de ses émissions tels que Mike, Lu & Og, Ed, Edd & Eddy et Courage, le chien froussard n'étaient pas produites par Cartoon Network. 
En 2001, l'audience des émissions originales de Cartoon Network grimpe en flèche, avec la diffusion de Moumoute, un mouton dans la ville et Time Squad, la patrouille du temps. Par la suite, un grand nombre d'émissions Cartoon Network sont diffusées, donc la chaîne décide de créer un programme nommé Cartoon Cartoons, qui est ensuite diffusé chaque vendredi soir en Australie. Cartoon Network crée également de nouveaux programmes tels que Toonami, Acme Hour, Prime Time, Boomerang (plus tard, devenu une chaîne télévisée) et Cartoon Network After Dark.
En 2002, le programme de Cartoon Cartoons intronise deux nouveaux dessins-animés Samouraï Jack et Grim & Evil ; Grim & Evil   qui seront finalement séparé en deux séries intitulées Billy et Mandy, aventuriers de l'au-delà et Vil Con Carne.
La Ligue des justiciers et ¡Mucha Lucha! sont des émissions qui ont également fait leurs débuts sur la chaîne en 2002.
En 2003, de nouvelles émissions Cartoon Network sont ajoutées comme Robot Jones (en) et Nom de code : Kids Next Door, cependant il existait de nombreux nouveaux programmes et des émissions (ne faisant pas partie du programme Cartoon-Cartoons) ont été ajoutés. Ces programmes incluaient Boomeraction et Tiny TV. Les émissions, elles, impliquaient The Mask, la série animée et X-Men: Evolution.
En 2004, la série Foster, la maison des amis imaginaires est ajoutée ; la principale série intronisée cette année sur Cartoon Network. Également, des anciennes séries sont rediffusées comme Les Pierrafeu, Les Jetson et Top Cat, mais ne seront restées qu'un court instant. Des anciennes émissions telles que Scooby-Doo, Looney Tunes et Tom et Jerry, sont rediffusées en  2011, obtenant une meilleure audience sur la chaîne. En avril, la chaîne est ajoutée à TransTV.
En 2006, de nouvelles émissions sont diffusées et incluent Robotboy, Juniper Lee, Camp Lazlo, Hi Hi Puffy AmiYumi, Mon copain de classe est un singe et Un écureuil chez moi. Insolite pour le réseau, The Simpsons, un dessin animé destiné aux adultes, a également été diffusé sur Cartoon Network en 2006, bien qu'avec une classification PG (avec un usage intensif de l'édition et de la censure, les mots jurés ont été coupés).
Aux alentours de 2008, des émissions orientées Cartoon Network (comme Foster, la maison des amis imaginaires ou Camp Lazlo), qui avaient montré un franc succès au milieu des années 2000, sont de moins en moins diffusées sur la chaîne, et laissent place à des émissions ou anime (telles que Ben 10, Ben 10: Alien Force, Les Saturdays, Pokemon DP Battle Dimension).

### Années 2010
Le octobre 2011 à 9 h (PHT), lors de la première diffusion du Monde incroyable de Gumball, Cartoon Network présente son nouveau logo et le slogan "It's a Fun Thing !" (qui signifie "C'est un truc amusant"). Les publicités et bumpers de l'ancienne image de marque y figurent toujours, mais furent remplacées petit a petit par le logo actuel.
En décembre 2012, Cartoon Network commence a rediffuser leur anciennes émissions, comme Ben 10 et Camp Lazlo. Cependant, il y a une particularité, au lieu d’être diffusés en 480i SDTV, ils sont diffusés en 1080i HDTV.
À partir du 8 janvier 2013, Cartoon Network diffuse tout son contenu en 1080i chaque matin de 0h00 à 6h00 (PHT).
En novembre 2014, le slogan "It's a Fun Thing !" est remplacé par "Are You CN What We're Saying ?" (jeu de mots entre CN et seeing, « Est-ce que tu vois ce l'on dit ? »)
Le 1er janvier 2015, Cartoon Network adapté CHECK It 3.0, puis CHECK it 4.0 du 31 décembre 2015 au 1er janvier 2016. Cependant, les pare-chocs restants étaient toujours diffusés lorsqu'il a été renommé à cette époque. 
Mi-fin 2016, tous les pare-chocs CHECK it 1.0 ont été remplacés par CHECK It 4.0.
Le 18 mars 2017, la chaîne s'est rebaptisée Dimensional en commençant par la diffusion de la mini-série Adventure Time: Islands. En conséquence, certaines promotions et pare-chocs (y compris l'avis PG) utilisent désormais la marque actuelle telle qu'elle est utilisée aux États-Unis, tandis que d'autres pare-chocs ont conservé l'ancienne marque.
Le 4 avril 2019, la marque "Are You CN Sayin?"/"New New New New New" a été remplacée par Mashup. Il a introduit le "NEW in 5, 6, 7, and 8", un bloc de nuit de semaine présentant les nouveaux épisodes les plus récents chaque début d'heure, à partir de 17h00PM jusqu'à 20h00 , et le bloc "Best Summer Day" pour saison estivale. Lesdits blocs et identifiants ont été utilisés par leur homologue américain depuis 2018.

## Programmes

### Programmes actuels

#### Cartoon Network shows
- Craig of the Creek
- Jessica's Big Little World
- Unlimited Squirrels!
- Adventure Time: Fionna and Cake
- Beast Boy: Lone Wolf
- Adventure Time
- Apple & Onion
- Chowder
- Clarence
- The Heroic Quest of the Valiant Prince Ivandoe

#### Warner Bros. Animation
- Teen Titans Go!
- Tiny Toons Looniversity (depuis 2024)
- My Adventures with Superman
- Jellystone!
- The Tom and Jerry Show
- Unikitty!
- Looney Tunes Cartoons

#### Other animated shows
- Tobot: Daedo's Heroes
- Ninjago: Dragons Rising
- 50/50 Heroes
- Boy Girl Dog Cat Mouse Cheese
- Grizzy & the Lemmings
- Hero Inside
- Karate Sheep
- Lego Dreamzzz
- Mechamato
- Maca & Roni

#### Anime
- Naruto: Shippūden
- By the Grace of the Gods

### Cartoonito
- Bugs Bunny Builders
- Oliver & Jenny
- Thomas and Friends: All Engines Go!
- Bea's Block
- Batwheels
- Shasha & Milo
- Wonderoos
- Saïd & Anna

### Anciens programmes

#### Cartoon Network shows
- Adventure Time
- The Amazing World of Gumball
- Apple and Onion
- Ben 10: Alien Force
- Ben 10: Ultimate Alien
- Ben 10
- Camp Lazlo
- Chowder
- Clarence
- Class of 3000
- Codename: Kids Next Door
- Cow and Chicken
- Dexter's Laboratory
- Ed, Edd n Eddy
- Elliott from Earth
- Evil Con Carne
- Foster's Home for Imaginary Friends
- The Fungies!
- Generator Rex
- Hi Hi Puffy AmiYumi
- I Am Weasel
- Infinity Train
- Johnny Bravo
- Lamput
- Mansour
- Mao Mao: Heroes of Pure Heart
- Megas XLR
- Mike, Lu & Og
- Monster Beach
- My Gym Partner's a Monkey
- Out of Jimmy's Head
- Regular Show
- Robotboy
- Samurai Jack
- Sheep in the Big City
- The Life and Times of Juniper Lee
- The Marvelous Misadventures of Flapjack
- The Powerpuff Girls (1998)
- The Powerpuff Girls (2016)
- The Secret Saturdays
- Steven Universe
- Time Squad
- Uncle Grandpa

#### Hanna-Barbera shows
- 2 Stupid Dogs
- A Pup Named Scooby Doo
- Atom Ant
- The New Adventures of Captain Planet
- Dastardly and Muttley in Their Flying Machines
- Droopy, Master Detective
- Dumb & Dumber
- Goober and the Ghost Chasers
- Heathcliff and Marmaduke
- Help!... It's the Hair Bear Bunch!
- Hong Kong Phooey
- Inch High Private Eye
- Jabberjaw
- Jonny Quest
- Josie and the Pussycats
- Lippy the Lion & Hardy Har Har
- Monchhichis (1983 American animated television series)
- Scooby-Doo and Scrappy-Doo
- Scooby-Doo, Where Are You!
- Super Friends
- The Addams Family (1973 Animated Series)
- The Addams Family (1992 animated series)
- The Dukes
- The Flintstone Comedy Show
- The Flintstones
- The Jetsons
- The Magilla Gorilla Show
- The New Adventures of Jonny Quest
- The New Scooby and Scrappy-Doo Show
- The New Scooby-Doo Movies
- The New Scooby-Doo Mysteries
- The New Yogi Bear Show
- The Perils of Penelope Pitstop
- The Scooby-Doo Show
- The Smurfs
- The Yogi Bear Show
- Tom and Jerry Kids
- Top Cat
- Yogi Bear
- Yogi's Space Race
- Yogi's Treasure Hunt

#### Warner Bros. animation
- Animaniacs (1993)
- Animaniacs (2020)
- Batman of the Future
- Be Cool, Scooby-Doo!
- Bugs! A Looney Tunes Prod.
- Dorothy and the Wizard of Oz
- Justice League
- Legion of Super-Heroes
- Loonatics Unleashed
- Looney Tunes
- The Looney Tunes Show
- Mucha Lucha
- Merrie Melodies
- Pinky and the Brain
- Pinky, Elmyra and the Brain
- Scooby-Doo! Mystery Incorporated
- Static Shock
- Superman: The Animated Series
- Sylvester and Tweety Mysteries
- Taz-Mania
- Teen Titans
- The Batman
- ThunderCats Roar
- Tiny Toon Adventures
- Tom and Jerry Tales
- Unikitty!
- Xiaolin Showdown

#### Other animated shows
- A Kind of Magic
- The Adventures of Tintin
- Angel's Friends
- ALF
- Angelina Ballerina
- Around the World with Willy Fog
- Bernard
- Bratz
- Caillou
- Casper's Scare School
- Cloudy with a Chance of Meatballs
- Chop Socky Chooks
- Corneil & Bernie
- Fantaghirò
- Fantastic Four: World's Greatest Heroes
- The Garfield Show
- Gerald McBoing-Boing
- Gormiti Nature Unleashed
- Gormiti
- Hello Kitty's Animation Theatre
- Hello Kitty's Stump Village
- Hot Wheels Battle Force 5
- In The Night Garden
- Jakers! The Adventures of Piggley Winks
- Johnny Test
- Kingdom Force
- Legion of Super Heroes
- Lunar Jim
- Maggie and the Ferocious Beast
- Marsupilami
- Mona the Vampire
- Monster High
- Ned's Newt
- Ninjago
- Ninja Turtles: The Next Mutation
- Ollie's Pack
- Pippi Longstocking
- Pirates Family
- Poochini's Yard
- Potatoes and Dragons
- Powerbirds
- Power Players
- Princess Power
- Puppy in My Pocket: Adventures in Pocketville
- Rescue Heroes
- Running Man
- Sabrina: The Animated Series
- Sagwa, the Chinese Siamese Cat
- Shaun the Sheep
- Sitting Ducks
- Sonic Underground
- Spaced Out
- Star Wars: The Clone Wars
- Talking Tom Heroes
- Talking Tom & Friends
- The Strange Chores
- The Baskervilles
- The Mask: The Animated Series
- The Save-Ums
- The Simpsons
- Titeuf
- Tom and Jerry
- Total DramaRama
- Totally Spies!
- Transformers: Prime
- Triple Z
- Wakfu - The Animated Series
- Corneil And Bernie: Watch My Chops
- Zig & Sharko

#### Anime
- Ai Shite Knight
- Anne of Green Gables
- Bakugan Battle Brawlers
- Bakugan: Gundalian Invaders
- Battle B-Daman
- Belle And Sebastian
- Beyblade: Metal Fury
- Beyblade: Metal Fusion
- Beyblade
- Beyblade Burst Surge
- Beywheelz
- Blue Dragon
- Cat's Eye: The Anime
- Crayon Shin-chan
- Creamy Mami, the Magic Angel
- The Devil Is a Part-Timer!
- Dinosaur King
- Doraemon
- Hamtaro
- Happy Lucky Bikkuriman
- Heidi, Girl of the Alps
- Hello Kitty's Paradise
- Hello Kitty: Apple Forest And The Parallel Town
- Hikari no Densetsu
- Jewelpet
- Jungle Book Shōnen Mowgli
- Kaiketsu Zorro
- Kimagure Orange Road
- Kimba the White Lion
- Kirarin Revolution
- Kon'nichiwa Anne: Before Green Gables
- Legend of the Galactic Heroes: Die Neue These
- Little Memole
- Little Pollon
- Magical DoReMi
- Magical DoReMi - OAV - 13 Episodes
- Magical Emi, the Magic Star
- Magical Princess Minky Momo
- Mazinger Z
- Mermaid Melody Pichi Pichi Pitch
- Mirmo!
- Mushiking: King of the Beetles
- Nanako SOS
- New Doraemon
- Nobody's Boy: Remi
- Good Morning! Spank
- Pokémon (All Pokémon series until Pokémon Season Sun and Moon)
- School Rumble
- Sgt. Frog
- Sugar Sugar Rune
- The Adventures of Hutch the Honeybee (Also known as Honeybee Hutch)
- Tokyo Mew Mew
- Whistle!
- Yu-Gi-Oh!
- Yu-Gi-Oh! 5D's
- Yu-Gi-Oh! Capsule Monsters
- Yu-Gi-Oh! GX
- Zoids

### Cartoonito
- The Chicken Squad
- Dino Ranch
- Fireman Sam
- Spidey and His Amazing Friends

#### Live-action shows
- Selfie Show
- Chica Vampiro
- Dance Academy
- Every Witch Way
- Floricienta
- Hunter Street
- I Capatosta
- Isa TKM
- K.C. Undercover
- niní
- Power Rangers Dino Charge
- Pup Academy
- Supertorpe
- Yo soy Franky

## Cartoon Network Video
Fin 2007, Cartoon Network lance Cartoon Network Video, un service de vidéo à la demande créé spécialement pour les internautes Philippins. Le site ne permettait pas les diffusions en écran large jusqu'à son nouveau design en 2008.